# Син Айхуа
Си́н Айхуа́ (кит. упр. 邢爱华, пиньинь Xíng Àihuá, род. 4 февраля 1978 года в Гирине провинции Цзилинь) — китайская конькобежка, участница зимних Олимпийских игр 2002, 2006 и 2010 годов на дистанции 500 метров. Чемпионка зимних Азиатских игр 2007 года. 22-кратная призёр Кубка мира на дистанции 100 м.

## Биография
Син Айхуа в сезоне 2000/01 впервые участвовала на международных соревнованиях, начиная с чемпионат Азии в декабре 2000 года. Следом стартовала на Кубке мира и на спринтерском чемпионате мира в Инцелле, где заняла 24-е место. В 2002 году дебютировала на зимних Олимпийских играх в Солт-Лейк-Сити на дистанции 500 м и в первый день соревновании на последнем повороте упала и ударилась головой о перегородку, получив сотрясение и ушибы в районе шеи, однако она приняла участие во-втором забеге, но в итоге заняла последнее 30-е место.
В 2003 году участвовала на зимних Азиатских играх и заняла 8-е места на дистанциях 500 и 1000 м. Через год выиграла "серебро" на чемпионате Китая в спринтерском многоборье и на дистанции 100 м выиграла "золото", бронзовая медаль досталась в забеге на 500 м. В 2005 году вновь стала 2-й в спринте на чемпионате Китая и также заняла 2-е место на дистанции 500 м на чемпионате Азии.
В 2006 году участвовала на зимних Олимпийских играх в Турине и на дистанции 500 м заняла 13-е место. А после игр на чемпионате Китая заняла 2-е места в забегах на 500 и 1000 м. В январе 2007 года участвовала в зимних Азиатских играх в Чанчуне и завоевала золотую медаль на дистанции 100 м с результатом 10,41 сек. В марте выиграла дистанции 100 и 500 м на национальном чемпионате.
В том же 2007 году заняла 9-е место в беге на 500 м на чемпионате мира в Солт-Лейк-Сити, а в сезоне 2007/2008 заняла 2-е место на дистанции 500 м на чемпионате Азии, на 11-х Национальных зимних играх стала 5-й в спринте, следом на чемпионате мира по спринту в Херенвене заняла 22-е место, а на чемпионате мира на отдельных дистанциях в Нагано заняла 15-е место в беге на 500 м.
В 2009 году на чемпионате страны стала дважды 2-й на дистанциях 500 и 1000 м. В январе 2010 года на чемпионате Азии заняла 1-е место в забеге на 500 м и 3-е на 1000 м, а в феврале Айхуа участвовала на своих третьих зимних Олимпийских играх в Ванкувере и заняла 13-е место на дистанции 500 м. После игр она заявила о завершении карьеры. В марте на чемпионате Китая выиграла дистанцию 1000 м и стала 2-й на 500 м.
Син Айхуа после ухода на пенсию работала в отделе конькобежного спорта Центра зимних видов спорта Государственного управления спорта Китая, а также руководителем Китайской команды в 2017 году.